# اصغر نادعلی
اصغر نادعلی (متولد ۲۸ شهریور ۱۳۶۴ در قائم‌شهر) بازیکن فوتبال اهل ایران است.
وی سابقه بازی در تیم‌های پرسپولیس قائم‌شهر، هما تهران، تراکتورسازی تبریز، نساجی مازندران، استقلال تهران، استقلال اهواز و
گسترش فولاد تبریز را دارد.